# 金目鯛ぴんく
金目鯛 ぴんく（きんめだい ぴんく）は、日本の成人向け漫画家、原画家である。アダルトゲームの原画家として抜きゲーを数多く手がけているが、サイトを共同運営しているシナリオライターのB太とともにボーイズラブゲームを手がける時もある。

## 作品一覧

### アダルトゲーム
ACTRESS
- き・ず・な
- seduce 〜誘惑〜
- 星のピアス
- アラカルト（一部）
- 白鷺の鳴く頃に
- きつね色の子守唄

Powered
- 凌辱せんせい
- ファイト!まこと

U・Me Soft
- フェチシリーズ
  - フェチ 表の記憶
  - フェチ 裏の記憶
  - フェチ2 表の記憶
  - フェチ2 裏の記憶
  - フェチ3 表の記憶
  - フェチ3 裏の記憶
- 白衣のご奉仕
- 不倫家族 〜誤利用は計画的に〜
- 柊坂の旧館R
- くノ一三姉妹 〜壱ノ巻・淫法三姉妹 見参!〜

KISS
- カスタム隷奴F（一部）
- カスタムレイド4（一部）
- ××な彼女のつくりかた（一部）
- ××な彼女のつくりかた2（一部）

LiLiM
- Innocent Blue
- 鳳凰戦姫 舞夢
- 女神大戦
- 昇龍戦姫 天夢
- あい☆きゃん
- 螺旋遡行のディストピア -The infinite set of alternative version-
- Dearest Blue
- 戯ィ牙 ～ファンリューゲ†クリフォト～
- 風雷戦姫 神夢[1]
- 覇王戦姫 来夢[2]

Nomad
- 淫烙の巫女
- 林間島

Princess Sugar
- 姫様限定! 〜Princess Limited〜
- プリンセスキッス! 〜少女1000年紀物語〜

その他
- お祓いお姉さん! 〜弟を誘惑しなさいっ〜（LiLiTH）
- 風輪奸山「この身幾たび汚されようとも……」（ルネ）[1]
- 素直くーる（裸足少女）
- 満淫電車2（BISHOP）
- 蹂躙 〜じゅうりん〜（BLACK PACKAGE XXX）
- 淫祭の島 〜血と白濁の贄〜（hourglass）
- 同級生改造 〜生意気娘は実験台にしてしまえッ!〜（極フェロ）
- 瞳の烙淫2 〜絶対不可避の審媚眼〜（WitchFlame）
- GEARS of DRAGOON 迷宮のウロボロス（ninetail）
- 淫魔の憂鬱（SPEED）
- GEARS of DRAGOON2 黎明のフラグメンツ（ninetail）
- アイツに調教されるとドMな私は感じちゃう（Lamia）
- 交姦の虜たち…（Waffle）
- 恥辱遊戯 ～お嬢様の聖水～（アンダームーン）
- 亡国の戦姫 ～敵陣突破! 発情ふたなり司令官～（ピーキー）
- 巨乳少女のエロ犬（Atelier G/H）
- フタナリ彼女矯正生活 ～あたしのミルク、アナタに絞りとって欲しいっ～（FREAK STRIKE）
- 恥辱復讐人 ～腹黒生意気コスプレ少女エマ・恥辱快楽漬け～（Re-Pro!）
- 神聖昂燐アルカナルージュ ～白濁と触手に穢されし魔法少女たち～（CHAOS-R）
- 風雷戦姫 神夢（LiLiM）
- 邪淫のいけにえ3 ～新章:ねらわれた学園～（CHAOS-R）
- The BLUE 頂（LiLiM DARKNESS）
- フタナリ母と拷問娘（CHAOS-R feat. Freak Strike）
- 魔女狩りの失禁学園 ～緊縛された令嬢の聖水～（アンダームーン）
- 進軍ゴブリン軍団 〜人類総苗床化作戦〜（CHAOS-R feat. Freak Strike）
- 恥辱の制服2（BISHOP）
- 神聖昂燐ダクリュオン・ルナ ～堕聖母誕生～（CHAOS-R）
- 淫獄の放課後（BISHOP）
- フタナリ母と女装少年と母の射精管理をする愛娘。（CHAOS-R feat. Freak Strike）
- 進軍ゴブリン軍団2 ～淫獣軍VS. INTRUDER～（CHAOS-R feat. Freak Strike）
- 侵蝕（BISHOP）[3]
- 神聖昂燐エストランジェ（CHAOS-R）
- キョウセイ支配（BISHOP）

### ボーイズラブゲーム
- 修業旅行〜古都迷走地図〜(MERRY BOYS)
- 臨海合宿(β-pink)

### その他
成年向け漫画
- 桃色キングダム（パソコンパラダイス連載・現在終了）
- 虹色ヴァージンラブ（桃園書房）ISBN 978-4-8078-3367-2
- あの娘はスキャンダル（桃園書房）ISBN 978-4-8078-3544-7

小説挿絵
- 戦国艶武伝（ハーヴェスト出版・竹内けん著）

### 画集
- クリエイティブシリーズ21『舞夢＆女神大戦アートワークス 金目鯛ぴんく画集』（彩文館出版、2008年8月21日発売[4]）ISBN 978-4-7756-0327-7